# Нузет Умеров
Нузет Умеров (крим. Nuzet Ümerov; 13 листопада 1931, Сімферополь, РСФСР — 25 жовтня 2022) — поет, прозаїк, перекладач, журналіст, засновник сучасного напрямку в дитячій кримськотатарській літературі.

## Біографія
Народився 13 листопада 1931 року в Сімферополі, жив на вулиці Училищна, 6. У травні 1944 року разом з матір'ю, сестричкою, братиком був депортований до Узбекистану. По закінченні школи працював токарем, слюсарем, шахтарем. Вірші почав писати ще в школі. Це захоплення привело його в Москву, в Літературний інститут ім. М. Горького, де навчався на одному семінарі з Євгеном Євтушенком, Робертом Рождественським, Беллою Ахмадуліною, Джимом Петерсоном.
По закінченні інституту в 1963 році був направлений в Алма-Ату, де обіймав посаду завідувача відділу художнього перекладу у видавництві «Жазуши» («Письменник»). Згодом став головним редактором Державного комітету Казахської РСР з друку. У 1970 році переїхав у Ташкент, де працював у Спілці письменників Узбекистану, заступником головного режисера Академічного Великого театру ім. Алішера Навої.
У 1968 році став членом Спілки письменників СРСР.
У 1992 році повернувся до Криму.
З 1984 по 2006 рік Нузет Умеров — головний редактор найстарішої кримськотатарської газети «Янъы дюнья». Разом з іншими кримськими поетами — Валерієм Басировим, Ольгою Тимохіної і іншими робить все, щоб діти і молодь пізнавали культуру і мови народів, що мешкають в Криму. Видають казки, вірші російською, українською та кримськотатарською мовами, які стали дуже популярними.
Нузет Умеров — автор декільких десятків книг. Це — вірші, поеми, казки, оповідання, повісті, п'єси, гуморески. Перекладач з казахської, узбецької, татарської і інших мов. Брав участь у створенні першого післявоєнного кримськотатарського букваря «Еліфбе»
Член Спілки письменників України, академік Кримської Літературної Академії, заслужений журналіст України.

## Творчість
- Умеров Н. А. Алтын урлукъ = Золотое зернышко: стихи / Н. А. Умеров. — Симферополь: ДОЛЯ,2006. — 112 с.: ил.
- Умеров Н. Балаларгьа ве бабаларгьа: шиирлер, икяелер, масаллар / Нузэт Умеров ; [худож. К. Порфір'єва]. — Сімф. : Кримнавчпеддержвидав, 2013. — 415, [8] с. : кольор. іл. — Назва на звороті тит. арк. : Дітям та батькам: вірші, оповідання, казки / Умеров Нуззет. — Текст кримськотатар. — 500 прим. — ISBN 978-966-354-560-8
- Умеров Н. А. Ведмідь-гора: вірші, оповідання та казки: [для дітей мол. та серед. шк. віку] / Нузет Умеров ; [пер. з кримськотатар. Кононенко Д., Тимохіна О. ; худож. Катерина Порфір'єва]. — Сімф. : Кримнавчпеддержвидав, 2010. — 195 с. : іл. — 1000 прим. — ISBN 978-966-354-359-8
- Умеров Н. Золотая осень: стихи и сказки / Н.Умеров. — Симферополь: Крымучпедгиз, 2008. — 128 с. : цв. ил.
- Умеров Н. Мій друг Руслан: оповідання і казки / Н. Умеров ; пер. на укр. Д. Кононенко. — Сімферополь: Сонат, 2000. — 208 с.: іл. — ISBN 966-7347-50-8
- Умеров Н. А. Я вас люблю!: Стихи / Н. А. Умеров; Ред. О.Тимохина. — Симферополь: Крымучпедгиз, 2006. — 100 с. : портр.

## Лтература
- Нузет Умеров: биобиблиограф. мини-справочник / КРДБ им. В. Н. Орлова ; сост. О. В. Черницкая, А. И. Олейникова. — Симферополь, 2006. — 53 с. — (Крымские писатели-юбиляры — детям и подросткам).